# Petter Adolf Karsten
Petter Adolf Karsten (Merimasku, 16 februari 1834 - Forssa, 22 maart 1917) was een Fins-Zweedse mycoloog en bekende paddenstoelenexpert van Finland, die bekend werd als de "vader van de Finse mycologie". Zijn familie heeft oude Noord-Duitse roots. Zijn botanisch-mycologische auteursafkorting is "P.Karst." Hij verliet zijn geboortestreek slechts één keer in zijn jeugd en plukte paddenstoelen op het schiereiland Kola.
Karsten studeerde aan de Universiteit van Helsinki. Na zijn studie verhuisde hij landinwaarts naar Tammela in het binnenland van Tavastland (Fins: Häme), waar hij het grootste deel van zijn leven doorbracht. Daar doceerde en deed hij onderzoek aan het Mustiala Agricultural Institute, nu een faculteit van de Häme University of Applied Sciences (Fins: Hämeen ammattikorkeakoulu). Zijn onderzoek spitste zich toe op zijn thuisregio. Eind 19e eeuw stond hij bekend om zijn onderzoek.
Hij verzamelde een groot aantal verschillende paddenstoelen, ontdekte en noemde meer dan 200 nieuwe geslachten en meer dan 2000 nieuwe soorten. Omdat hij vaak bestaande geslachten opsplitste, werden veel van de door Karsten opgezette geslachten lange tijd niet herkend en worden ze alleen beschouwd in het licht van nieuwe moleculair biologische bevindingen. In zijn mycologische studies maakte hij veelvuldig gebruik van de microscoop en kan hij worden beschouwd als de pionier van de schimmelmicroscopie. 

## Eer
In 1885 publiceerde botanicus Elias Magnus Fries dat Karstenia een geslacht is van schimmels in de orde Rhytismatales. Het werd genoemd ter ere van Petter Adolf Karsten.
In 1889 publiceerde hij Onnia, een geslacht van schimmels in de familie Hymenochaetaceae. De geslachtsnaam Onnia was ter ere van Onni Alexander Karsten (1868-1958), een Finse tuinman en de zoon van Petter Adolf Karsten.
In 1969 publiceerde Harri Harmaja Karstenella, een geslacht van schimmels in de orde Pezizales (van de familie Karstenellaceae).
Ten slotte Karsteniomyces, een geslacht van korstmossen met onbekende familie, orde en klasse in de stam Ascomycota. Het geslacht werd in 1980 wetenschappelijk beschreven door David Leslie Hawksworth.
Karstenia, het internationale tijdschrift voor mycologie, uitgegeven door de Finse Mycologische Vereniging, is opgedragen aan Karsten.